# Bondansari
Bondansari is een bestuurslaag in het regentschap Pekalongan van de provincie Midden-Java, Indonesië. Bondansari telt 3321 inwoners (volkstelling 2010).